# Комиссаровский сельсовет (Оренбургская область)
Комиссаровский сельсовет — сельское поселение в Октябрьском районе Оренбургской области Российской Федерации.
Административный центр — село Комиссарово.

## История
9 марта 2005 года в соответствии с законом Оренбургской области № 1921/358-III-ОЗ образовано сельское поселение Комиссаровский сельсовет, установлены границы муниципального образования.

## Население
| 2010 | 2012 | 2013 | 2014 | 2015 | 2016 | 2017 |
| ---- | ---- | ---- | ---- | ---- | ---- | ---- |
| 433  | ↘431 | →431 | ↘423 | ↘418 | ↘405 | ↘381 |
| 2018 | 2019 | 2020 | 2021 |      |      |      |
| ↘376 | ↘371 | ↘365 | ↘364 |      |      |      |

## Состав сельского поселения
| № | Населённый пункт | Тип населённого пункта       | Население |
| - | ---------------- | ---------------------------- | --------- |
| 1 | Комиссарово      | село, административный центр | 303       |
| 2 | Максимовский     | хутор                        | 8         |
| 3 | Новенький        | хутор                        | 122       |